# Séminaire baptiste évangélique du Québec
Le Séminaire baptiste évangélique du Québec (SEMBEQ) est un institut de théologie baptiste à Montréal, Québec, au Canada. Il est affilié à l'Association d'Églises baptistes évangéliques au Québec. L'école offre des formations de théologie évangélique.

## Histoire
L’école a été fondée à Montréal en 1974 par l'Association d'Églises baptistes évangéliques au Québec , .

## Programmes
L’école offre des programmes en théologie évangélique, dont des diplômes de 1er et 2e niveau  ,.